# 윤자당
윤자당(尹子當, ? ~ 1422년 7월)은 고려 말기의 선비이고 조선 전기의 문신이며 본관은 칠원(漆原)이다. 이숙번의 이부 형이고, 고려 말기에 문하시중을 지낸 윤환(尹桓)의 조카가 된다. 조선 태조 때 과거에 급제하여 좌찬성에 이르렀고, 보국숭록대부(輔國崇祿大夫:정1품) 벼슬을 지내셨다. 조선조 태종때에 추충분의익대좌명공신(推忠奮義翊戴佐命功臣)에 녹훈 되셨으며 칠원부원군(漆原府院君)에 봉작되었다. 증(贈) 칠성부원군(漆城府院君) 윤공의 아들로 시호는 정평(靖平)이다.

## 생애
그는 친동생 윤자량이 있었는데, 어려서 아버지 윤공을 여의고 어머니 영양 남씨는 안성 사람 이경(李坰)과 재혼하였다. 그들 사이에 태어난 이부 동생이 이방원의 최측근 이숙번이었다.
이방원의 측근 가운데 한 사람이 되어 조선 건국에 참여하였고, 조선 태조 때인 1394년 문과(文科)에 급제, 여러 벼슬을 거쳐 정종 때 병조전서(兵曹典書)에 올랐다. 병조전서 재임 중에 이방원과 내통, 박포(朴苞)의 난을 토벌하여 태종으로 즉위하는데 도와준 공으로 추충분의익대좌명공신(推忠奮義翊戴佐命功臣)에 녹훈되고 좌찬성(左贊成)에 이르렀으며, 칠원부원군(漆原府院君)에 봉군되었다. 만년에 은퇴하여 생활하다가 1422년(세종 4) 경기도 안성에서 사망하였다. 정평(靖平)의 시호가 내려졌다.
일찍이 태종이 그에게 훈공을 기록한 서책 철권(鐵卷)을 주시며 말하기를 “황하(黃河)가 변함없이 흐르고 태산(泰山)이 달아 없어질때까지 오래도록 안락(安樂)을 누리며 근심 걱정도 같이하자”고 하였다 한다. 사신으로 명나라에 갔을 때 황제로부터 그 인품이 훌륭하다 하여 특별히 금자광록대부(金紫光祿大夫)의 품계를 제수받기도 하였다.
그가 죽자 조선 세종은 3일간 정사를 중단하기도 했다. 묘는 상포선영(上浦先瑩) 좌측 산줄기에 안장되었다.

## 가계
- 아버지: 윤공 - 칠성부원군(漆城府院君) 으로 칠원윤씨 5방파 중 5번째 '부원군파'의 파조 이시다.
- 어머니 : 영양 남씨(英陽 南氏), 남휘주(南輝珠)의 딸
  - 남동생 : 윤자량, 대제학을 지냈다.
- 의붓아버지 : 이경(李坰)
  - 이부동생 : 이숙번(李叔蕃)

## 일화
조선 전기 사람 성현(成俔, 1439-1504)의 수필집인 <용재총화慵齋叢話>에는 이런 전설이 전한다. 윤자당의 어머니 남씨南氏는 어린 나이에 과부가 되어 함양咸陽에서 살았다. 그런데 윤자당은 일곱 살 때 어머니를 따라 무당집에 가서 운명을 물어보았더니, 무당이 말하기를 “걱정하지 마십시오. 이 아이는 귀한 상입니다. 그러나 이 아이는 반드시 동생의 힘 때문에 귀함을 얻을 것입니다”라고 했다. 남씨가 의아해하며 말하기를 “과부의 아들이 어찌 동생을 얻을 수 있겠습니까?” 하였으나 무당은 남씨가 곧 재혼하게 될 것을 예언하였다. 그 뒤에 남씨는 이씨李氏 집으로 시집을 가서 아들을 낳았는데, 그 아들이 바로 재상 이숙번(李叔蕃)이라는 것이다.

## 같이 보기
- 제1차 왕자의 난
- 제2차 왕자의 난
- 이숙번
- 조선 태종
- 윤환